# Вентольра, Марти
Марти Вентольра (исп. Martí Ventolrà;, 16 декабря 1906, Барселона — 5 июня 1977, Мехико) — испанский футболист, играл на позиции нападающего. Участник Чемпионата мира 1934 года.

## Спортивная карьера
С 1924 года выступал за клуб «Эспаньол». Наиболее удачным в этом клубе стал 1929 год — победы в национальном кубке и чемпионате Каталонии. В первых двух сезонах испанской Примеры провел 30 матчей, забил 16 мячей.
В составе национальной сборной дебютировал 22 июня 1930 года в матче против сборной Италии. В Болонье гости одержали волевую победу. Дважды Луис Регейро сравнивал счет, а за три минуты до завершения матча Марти Вентольра забил решающий гол, закрепив итоговый счет 3:2. В течение следующих четырёх лет периодически вызывался в ряды национальной страны. Весной 1934 года сыграл в двух квалификационных матчах против португальцев и попал в заявку на мировое первенство в Италии.
Второй чемпионат мира проходил по кубковой схеме. На первом этапе испанцы уверенно победили сборную Бразилии, а в четвертьфинале уступили хозяевам соревнований (1:1, 0:1). Вентольра играл в последнем матче. В следующие два года был игроком основного состава, провел всего 12 игр (3 забитых мяча).
С 1933 года на протяжении трех сезонов защищал цвета «Севильи», которая в то время играла в Сегунде (втором дивизионе).
Своей игрой привлек внимание руководства «Барселоны», к составу которой присоединился в 1933 году. Команда довольно удачно выступала в чемпионате Каталонии, а на внутрииспанском уровне — играла в финале кубка 1935/36 (поражение от «Реала» 1:2).
Следующий сезон должен был стать для Барселоны «золотым», команда была по составу сильнейшей в Испании, но триумфу помешала гражданская война. Клубы Каталонии и Леванте продолжали выступать, образовав средиземноморскую лигу, победу в которой одержала «Барселона», получив титул неофициального чемпиона Испании.
В июне руководство «Барселоны» отправило клуб подальше из страны в тур по Мексике, в котором «Барселона» провела 14 матчей. Затем «сине-гранатовые» выиграли «New York Tournament» в США, в котором провели матчи против сборной Бруклина, сборной Нью-Йорка, еврейской сборной, составленной из жителей США. А напоследок провела матч против главной команды Соединённых Штатов. Деньги, заработанные в турне, помогли команде удержаться «на плаву», но они и разрушили её: многие игроки клуба не пожелали возвращаться на родину; Марти Вентольра, Хоакин Уркиага, Фернандо Гарсия, Мигель Гуал, Хосеп Иборра, Эстеве Педроль остались в Мексике, Феликс де лос Херос — в США, а Доменек Балманья, Хосеп Эскола и Рамон Сабало — выбрали французские клубы.
Следующие три сезона Вентольра выступал за команду «Реал Эспанья» (чемпион 1940 года). Затем защищал цвета «Атланте». В любительском чемпионате Мексики 1940/41 клуб одержал победу, а Марти Вентольра стал самым результативным игроком турнира (17 голов). В следующем сезоне клуб добился побед в Кубке и суперкубке страны.
Партнёром Вентольри в линии атаки был Орасио Касарин — самый результативный мексиканский бомбардир 40—50-х годов (238 голов в чемпионате). В 1943 году «Атланте» стал одним из основателей мексиканской профессиональной футбольной лиги, а через четыре года — одержал в ней победу. Марти Вентольра продолжал играть за «Атланте» до 1950 года и завершил выступления в 44 года.
Его сын, Хосе Вантольра — участник чемпионата мира 1970 года, за сборную Мексики провел 30 игр (1963—1970).

## Достижения
- Чемпион Мексики (1): 1947
- Чемпион Мексики среди любителей (2): 1940, 1941
- Обладатель Кубка Мексики (1): 1942
- Обладатель трофея Чемпион чемпионов (1): 1942
- Обладатель Кубка Испании (1): 1929
- Чемпион Каталонии (3): 1929, 1935, 1936
- Победитель Средиземноморской лиги (1): 1937